# ダグラス＝ランゲンシュタイン家
ランゲンシュタイン・ウント・ゴンデルスハイム家（Langenstein und Gondelsheim）は、ドイツの諸侯家門バーデン家の貴賤婚で生まれた非身分相応の分家の1つである。バーデン大公ルートヴィヒ1世とカタリーナ・ヴェルナー（Katharina Werner）の間の婚外子が、1827年貴族に叙せられたことで創設された。その男系血統は第1世代で途絶えたが、血筋と資産は女系を通じてダグラス氏族のスウェーデン分家に引き継がれた。現在も続くこの家系を系譜上ダグラス＝ランゲンシュタイン家（Douglas-Langenstein）と称している。

## 始祖
シュヴァルツヴァルト北部ムルク川沿いのヴァイゼンバッハ出身のカタリーナ・ヴェルナー（1799年 - 1850年）は、バーデン大公国軍に仕える伍長の娘で、カールスルーエの大公立宮廷劇場で女優・ダンサーとして舞台に立っていた。1816年頃、わずか16歳で50歳代の大公と知り合った。すぐに大公の妾となり、ヴェルナー嬢（Mademoiselle Werner）と呼ばれるようになった。2人の間にはすぐにルイーゼ（1817年 - 1821年）という娘が生まれたが、3歳半で亡くなる。長女の出産時、カタリーナは18歳にもなっていなかった。
カタリーナは1820年、1825年に更に2人の子を産んだ。男児ルートヴィヒ（1820年 - 1872年）と女児ルイーゼ・カタリーナ（1825年 - 1900年）である。子供たちは婚外子で身分不相応な関係で生まれたため、当然大公家の相続権を持たなかったが、父大公は全ての子供たちを認知した。ヴェルナー母子は1827年、世襲貴族ランゲンシュタイン・ウント・ゴンデルスハイム伯爵（Grafen von Langenstein und Gondelsheim）に叙された。身分の低い妾と婚外子への貴族叙任は通常婚姻を前提としているため、ルートヴィヒ1世とカタリーナは身分違いの秘密結婚をしていた可能性がある。
なお、カタリーナの妹ゲルトルート・ヴェルナー（1807年生）はルートヴィヒ大公の計らいで、大公家の信任厚い外交官・軍人ヨハン・ハインリヒ・ダーフィト・フォン・ヘネンホーファーの妻となった。

## 栄典と資産

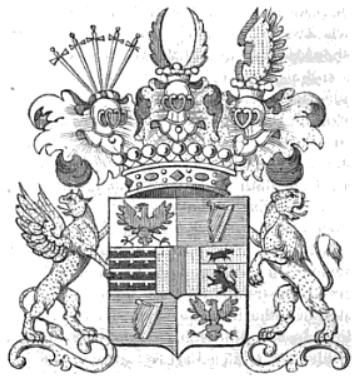
ランゲンシュタイン＝ゴンデルスハイム伯爵家の紋章。エルンスト・ハインリヒ・クネーシュケ考案。

1827年4月9日、バーデン大公国の世襲の伯爵家として創設され、同時に独自の紋章も授けられた。
大公ルートヴィヒ1世は幾年もかけて複数の大規模所領を個人財産として購入しており、これらの所領群は1827年6月28日付でランゲンシュタイン伯爵家世襲財産（Gräflich Langensteinisches Stammgut）として統合され、バーデン大公国内での等族領主権（シュタンデスヘル権）を認められた。家産は、ヘーガウ地方のボイレン、フォルカーツハウゼン及びミュンヒホーフ（現アイゲルティンゲン郊外）、リンツガウ地方のアーデルスロイテ（現タールドルフ郊外）、テプフェンハルト（現現ホルゲンツェル郊外）、ウルナウ（現デッゲンハウザータール郊外）からなるランゲンシュタイン城荘園が中心であり、その他にクライヒガウ丘陵のゴンデルスハイム城荘園、ドナウ上流域のシュテッテン荘園、カールスルーエの庭園付き邸宅で構成された。後にランゲンシュタイン城荘園にはヴォーンドルフ、グーテンシュタイン、ジッキンゲン（現オーバーデアディンゲン郊外）の3地所が加わった。
伯爵家はランゲンシュタイン城とゴンデルスハイム城の2つを居所として与えられ、2つの城は伯爵家の家名の由来ともなった。かつて中世には同じ「ランゲンシュタイン」を家名とする貴族家門が存在し、こちらはライヒェナウ修道院の家人を起源としたが、14世紀初頭に家系が絶えていたため、家名の重複は問題にならなかった。
伯爵家の等族領主権は、男系長子相続制に基づく限嗣相続によって引き継がれると定められ、当時の邦議会が等しく等族領主に認めていた通り、等族領主権にはバーデン等族議会第1院の世襲議席が付帯した。伯爵の母カタリーナは個人資産としてジッキンゲン、メークデベルク、ミュールハウゼンの地所を所有していた。妹のルイーゼもハイルスベルク、ゴットマディンゲン、エブリンゲン（現ゴットマディンゲン郊外）の所有主だった 。
1830年大公ルートヴィヒ1世が死去すると、ランゲンシュタイン伯爵家は300万グルデンと見積もられた大公の個人財産の大部分を相続した。

## ダグラス家との結合

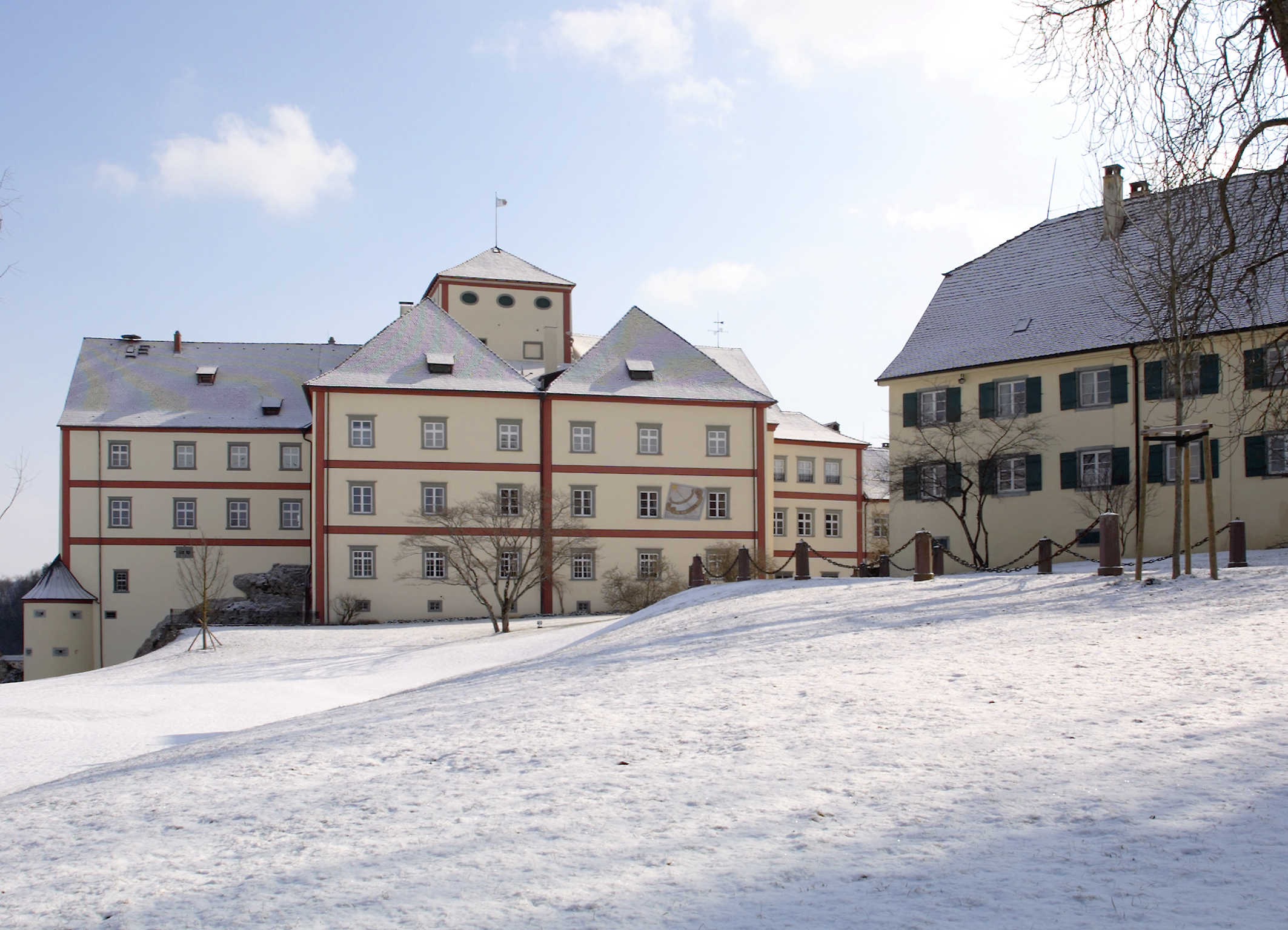
一族の本拠ランゲンシュタイン城（現オルジンゲン＝ネンツィンゲン郊外）の冬景色。

カタリーナが1850年に死ぬと、その遺産は2人の子供に分配された。1872年には伯爵ルートヴィヒが死去。彼は生涯独身を通したため子孫が無く、ランゲンシュタイン家の男系が途絶えたので、妹ルイーゼが伯爵家の全財産の相続者となった。ルイーゼは1848年スウェーデン人貴族のカール・イスラエル・ヴィルヘルム・ダグラス伯爵（1824年 - 1898年）に嫁いだ。ダグラスの家族はスコットランドのダグラス氏族に起源を持ち、17世紀スウェーデン陸軍の元帥ロバート・ダグラスを直接の先祖としていた。伯爵夫妻の子供たちの幾人かは、スウェーデンやドイツで枢要な政治的地位を占めた。ルイーゼの嫡孫ロベルト・ダグラス（1880年 - 1955年）は、1906年正式にランゲンシュタイン城を住まいと定め、バーデン大公国におけるダグラス＝ランゲンシュタイン伯爵家を創設した。彼の家族はまた、2010年までゴンデルスハイム城をも所有し続けていた。
ルイーゼとその子孫は貴重な古書を収集しており、その2118巻程からなる蔵書コレクションは「ダグラス文庫（Bibliothek Douglas）」と呼ばれた。蔵書は元々ボーデン湖畔アルマンスドルフのヒンターハウゼン城（Schloss Hinterhausen）、通称ヴィラ・ダグラス（Villa Douglas）に収蔵されていたが、1970年代末から1980年代初めにかけてフライブルク・イム・ブライスガウ郊外のエブネート城に移されている。
ダグラス＝ランゲンシュタイン家の著名な成員は次の通り。ルイーゼの子である第1世代では、ドイツ帝国議会議員を務めた長男ヴィルヘルム・ダグラス（1849年 - 1908年）、スウェーデンの外務大臣・宮内長官を歴任した次男ルードヴィグ・ダグラス（1849年 - 1916年）。第2世代では、ルードヴィグの次男アーキボルド・ダグラス（1883年 - 1960年）がスウェーデン陸軍参謀総長を務めている。第4世代では、実業家のグスタフ・ダグラス（1938年生）はスウェーデンの長座番付で第12位の富豪である。その義理の従妹にあたるヴァルブルガ・ハプスブルク・ダグラス（1958年生）は、オットー・フォン・ハプスブルクの娘であり、スウェーデン国会議員・国際汎ヨーロッパ連合副会長の職を経験した政治家である。
ダグラス＝ランゲンシュタイン家の家督は、ルードヴィグの長男ロベルト・ダグラス（1880年 - 1955年）、その長男ヴィルヘルム・ダグラス（1907年 - 1987年）、その長男アクセル・ダグラス（1943年生）と受け継がれてきた。なお、アクセルの従兄の1人パトリック・ダグラス（1938年生）は養子縁組を通じて男爵ライシャッハ家の家長となっている。

## 系譜

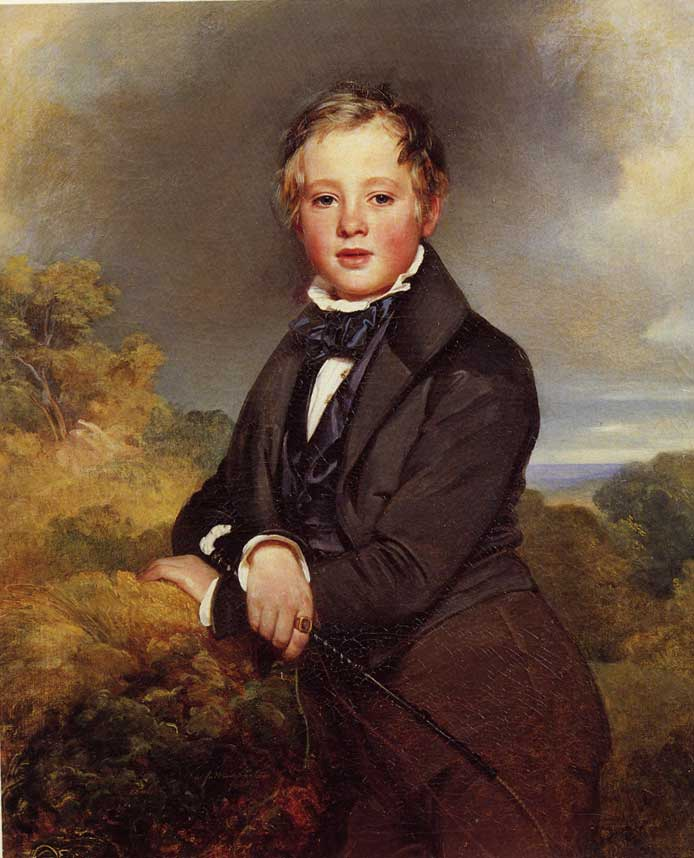
ルートヴィヒ・フォン・ランゲンシュタイン伯爵、1834年。当時はバーデン大公家の専属宮廷画家だったフランツ・クサーヴァー・ヴィンターハルターによる。

以下の系譜は特にバーデンに居を移した系統を中心に記載している。ダグラス家では遠祖ロバート・ダグラスの1654年の叙爵以降、子孫全員が伯爵を称する権利を有する。
1. ルートヴィヒ1世, バーデン大公 (1763–1830) ⚭ カタリーナ・ヴェーナー，フォン・ランゲンシュタイン・ウント・ゴンデルスハイム女伯爵 (1799–1850)
  1. ルイーゼ・ヴェーナー (1817–1821)
  2. ルートヴィヒ・ヴィルヘルム・アウグスト・フォン・ランゲンシュタイン・ウント・ゴンデルスハイム伯爵 (1820–1872)
  3. ルイーゼ・カタリーナ・フォン・ランゲンシュタイン・ウント・ゴンデルスハイム女伯爵 (1825–1900) ⚭ カール・イスラエル・ヴィルヘルム・ダグラス伯爵 (1824–1898)
    1. ヴィルヘルム・ルードヴィグ・カール (1849–1908) ⚭ Waleska Weiss
    2. ルードヴィグ・ヴィルヘルム・アウグスト (1849–1916) ⚭ Anna Ehrensvärd
      1. アンナ・ロヴィーサ・ドロテア (1878–1964) ⚭ Theodor Adelswärd — 子孫あり
      2. カール・ロベルト（スウェーデン語版） (1880–1955), 厳密な意味でのランゲンシュタイン系統の始祖，バーデン州土地経営者協会会長, ⚭ 1)Sofie von Fine Blaauw, ⚭ 2) ホーエンツォレルン侯女アウグステ・ヴィクトリア
        1. ルートヴィヒ・ヴィルヘルム・カール (1907–1987) ⚭ Ursula von Ellrichshausen
          1. マドレーヌ (* 1939) ⚭ 1) クリストフ・フォン・マレイゼ(Christoph Albert Eugen Ferdinand von Malaisé), ⚭ 2) John Denham, ⚭ 3) サー・レイモンド・ホッフェンバーグ（英語版）— 子孫あり
          2. グニラ (* 1941) ⚭ Peter Henry Arthur Stanley — 子孫あり
          3. アクセル (* 1943) ⚭ 1) ザイン＝ヴィトゲンシュタインーホーエンシュタイン侯女ヨハンナ, ⚭ 2) Karen-Marguerite von Kühlmann, ⚭ 3) Johanna Ernst — 子孫あり
          4. フーベルトゥス (* 1952) ，コーン・フェリー（英語版）社常務取締役 ⚭ Theresia von Oppen — 子孫あり

        2. ルートヴィヒ・フリードリヒ・モートン (1909–1979) ⚭ 1) Anne-Marie Staehelin,  ⚭ 2) Edith Straehl
          1. パトリック・モートン・ロベルト・フリードリヒ (1938–2010), 養子縁組によりライシャッハ男爵の姓を加える, ⚭ 1) Alexandra Margarethe Helene Anita von Berlichingen, ⚭ 2) Helga Ambros — 子孫あり
          2. カタリーナ・ロヴィーサ (* 1941) ⚭ 1) Russell Layland, ⚭ 2) Alain Paul Charles Le Menestrel
          3. ベアトリ―ツェ (* 1944) ⚭ Rudolf Graf von Blanckenstein — 子孫あり
          4. クリストフ・アルヒバルト・ルートヴィヒ・フリードリヒ（ドイツ語版） (1948–2016[9]) ，美術商，⚭ バーギット・エトカー（ドクター・エトカー（ドイツ語版）社創業家出身） — 子孫あり

        3. ロベルト (1914–1985), イェルストルプ（Gerstorp）系統の始祖, ⚭ Mielikki Tapiovaara — 子孫あり
        4. マリー・ルイース (* 1921) ⚭ 1) Dennis von Bieberstein-Krasicki von Siecin, ⚭ 2) ジグムント・ミハウォフスキ（ポーランド語版） — 子孫あり

      3. ヴィルヘルム・アーキボルド (1883–1960), スティエルノルプ（Stjärnorp）系統の始祖, ⚭ Astri Henschen — 子孫あり
        1. カール・ルードヴィグ（スウェーデン語版） (1908–1961) ⚭ オットーラ・ハース＝ハイエ
          1. グスタフ・アーキボルド・シグヴァルド (* 1938) ⚭ エリーサベト・フォン・エッセン（スウェーデン語版）
          2. エリーサベト・クリスティーナ (* 1940) ⚭ マックス・エマヌエル，バイエルン公
          3. ダウマー・ロシータ・アストリッド・リベルタス (* 1943) ⚭ ジョン・スペンサー＝チャーチル，第11代マールバラ公
          4. フィリップ (* 1945)

        2. イェスタ・アーキボルド（スウェーデン語版） (1910–1992) ⚭ Margareta Lagerfelt
          1. ルイース (* 1946)
          2. アーキボルド (* 1949) ⚭ ヴァルブルガ・ハプスブルク＝ロートリンゲン
          3. リカルド (* 1952)

      4. ヘドヴィグ・インニェボリ・マデレーネ (1886–1983) ⚭ シャルル・ルイ・フーシェ，第6代オトラント公 — 子孫あり
      5. カール・ショルトー（スウェーデン語版） (1888–1946) ⚭ Maria von Schlichting — 子孫あり
      6. エレン・マリア・アウグスタ (1892–1987) ⚭ Martin Mansson
      7. オスカー・ヴィルヘルム (1896–1991), コルファル（Kolfall）系統の始祖, ⚭ Dagmar Skarstedt — 子孫あり

    3. マウダレーナ・ソフィー・ヘンリエッテ (1852–1899) ⚭ Hans Freiherr von Meyern-Hohenberg
    4. カテリーネ・カロリーネ・ルイース (1852–1893) ⚭ Heinrich Freiherr Gayling von Altheim — 子孫あり
    5. マリア (1854–1923) ⚭ Carl August Philipp Graf von der Goltz
    6. フリードリヒ・アーキボルド (1859–1921)

## 引用
1. ↑  Kurt Kramer: Kaspar Hauser - Ein kurzer Traum und kein Ende, 2008, S. 109–112
2. ↑  Baden und Württemberg im Zeitalter Napoleons: Ausstellung des Landes Baden-Württemberg, Band 2, 1987, S. 46
3. ↑  Archiv für Sippenforschung und alle verwandten Gebiete, Band 54, Ausgaben 109-112, 1988, S. 542
4. ↑  Ernst Heinrich Kneschke: Deutsche Grafenhäuser der Gegenwart: In heraldischer, historischer und genealogischer Beziehung. A - Z, Weigel, 1854, S. 216/217 (digitalisiert bei Google Books)
5. ↑  Ernst Heinrich Kneschke: Neues allgemeines deutsches Adels-Lexicon: Im Vereine mit mehreren Historikern, Band 2, F. Voight, 1860, S. 560 (digitalisiert bei Google Books)
6. ↑  Karen Kloth: Handbuch der historischen Buchbestände in Deutschland: Baden-Württemberg und Saarland A-H, Georg Olms Verlag, 1994, S. 183
7. ↑  Südkurier: Adel trifft sich zur Beisetzung von Patrick Graf Douglas Freiherr von Reischach, 15. Dezember 2010
8. ↑  Genealogisches Handbuch des Adels, Band 94, Starke, 1989, siehe Eintrag Douglas (Seite 200ff); sowie: geneall.net: Nachkommen von Großherzog Ludwig von Baden
9. ↑  Lisa Zeitz: Zum Tod von Christoph Graf Douglas. WELTKUNST online, 12. September 2016